# Tulle
Tulle (in occitano Tula) è un comune francese del Sud-Ovest della Francia, prefettura del dipartimento della Corrèze, nella regione Nuova Aquitania. Soprannominata la città dei sette colli, Tulle ha costruito la sua fama sullo sviluppo della sua industria e del suo artigianato: è diventata una capitale del merletto (col suo festival internazionale), delle armi (manifattura) e della fisarmonica (fabbricante Maugein). Distesa su più di tre chilometri nella stretta e tortuosa valle della Corrèze, i vecchi quartieri di Tulle sono stati costruiti al fianco delle colline che dominano il fiume. Il centro storico della città si trova alla confluenza della Corrèze con la Solane dove fu edificata la cattedrale di Nostra Signora.

## Storia

### Antichità e toponimia
Le origini della città sono ancora oggi soggette a dibattito, ma sembrerebbe che l'attuale Puy Saint-Clair, uno sperone roccioso e scosceso che separa la valle della Corrèze da quella della Solane, abbia costituito un'area ideale per lo stabilimento di un oppidum gallico. La città era, prima dell'epoca romana, un incrocio importante sulla strada tra Armorica e Mediterraneo e su quelle tra Aquitania e Massiccio centrale che tutti due attraversavano la Corrèze per un guado in questo luogo.
Dopo la conquista romana, la città si spostò a valle nell'odierno quartiere di Trech. I Romani costruirono un tempio alla dea Tutela, protettrice delle persone, delle proprietà e dei luoghi. Dal suo nome deriverebbe quello della città. Ma il reale polo della regione si sarebbe spostato ad una decina di chilometri al nord, sul sito de Tintignac nel comune di Naves durante il I secolo d.C.

### Medioevo
Nel periodo dei Merovingi vide l'evangelizzazione della città e lo stabilimento di tre luoghi di culto dedicati a San Martino, San Piero e San Giuliano. La città entrò ufficialmente nella storia con la trasformazione nel VII secolo della chiesa dedicata a San Martino in un monastero sotto l'impulso di Calminio, già fondatore del monastero di Mozat in Alvernia. Intorno ai luoghi di culto cominciarono a raggrupparsi gli abitanti del paese e Tulle ridivenne un polo urbano, uno statuto perso dalla conquista romana.
La città fu saccheggiata a più riprese dai vichinghi, sebbene situata a parecchie centinaia di chilometri del mare, ed è in occasione di uno di questo saccheggi, nell'846 che il primo monastero fu distrutto. Per avvertire gli abitanti della città dell'arrivo dei vichinghi, fu costruita una stazione di sorveglianza su un promontorio roccioso a Cornil, ad alcuni chilometri nella valle del Corrèze. Il luogo era considerato tuttavia sicuro per molte chiese della costa atlantica che avevano mandato le loro reliquie per preservarle dei saccheggi, particolarmente quelle di San Chiaro, di San Laudo o di San Baumard. Il monastero fu ricostruito, ma sparì nell'XI secolo. Nel 1989, dei scavi intrapresi sotto la navata dell'attuale cattedrale hanno permesso di scoprire le tracce di un'abside che data dell'epoca carolingia così come un portale di influenza mozarabica.
Nuove costruzioni furono intraprese per l'abbazia, convertita oramai alla regola benedettina all'XI secolo. In visita a Tulle in 1095, il papa Urbano II gli accordò la sua protezione. La prima pietra della nuova chiesa abbaziale fu posta nel 1130, ma l'edificio fu finito solamente due secoli più tardi. La guglia del XII secolo culmina ad un'altezza di 75 metri, la più alta del Limosino. Nel 2005, dei scavi hanno permesso la scoperta del muro nord della chiesa medievale di San Giuliano e di un cimitero. Si può ammirare peraltro il chiostro gotico, il solo conservato nel Limosino.
Nel 1317, papa Giovanni XXII eresse la diocesi di Tulle staccando cinquantadue parrocchie della diocesi di Limoges e la chiesa abbaziale diventò cattedrale. Durante la guerra dei Cent'anni, gli inglesi presero la città nel 1346 prima di essere cacciati un mese dopo dal conte di Armagnac, subendo due assedi nel corso dai quali gli abitanti sono ridotti alla fame. Nel 1370, la città prese il partito del re di Francia, Carlo V, ciò che le valse un'esenzione dalle tasse e la nobilitazione di parecchie famiglie borghesi. Ma nel 1373, il duca di Lancastre si presentò davanti alla città e esigette che le porte fossero aperte e nell'assenza di qualsiasi comando, fu un'assemblea rappresentativa della popolazione che decise di ubbidire per evitare un nuovo saccheggio. Il perdono del re di Francia per questo tradimento fu accordato nel 1375.
La peste nera colpì la città nel 1348 e, la sera del 23 giugno, nella disperazione, le autorità della città decisero di sfilare dietro una statua di San Giovanni per fare cessare ciò che era considerato come un flagello divino. La peste cessò poco dopo, e i Tullistes promisero di rinnovare questa processione ogni anno. È perpetuata ancora oggi ed è chiamata processione della Lunade.
All'inizio del XV secolo, la città fu vittima di quelli che sono chiamati i routiers, dei briganti come Jean de la Roche che incendiò la città in 1426 o Rodrigue de Villandrando a cui la città dovette versare un forte riscatto per essere risparmiata nel 1436. Nel 1430, il vescovo riconobbe il potere di trentaquattro borghesi chiamati boniviri e dotati di poteri militari e finanziari, ma che si occupavano in realtà degli affari della comunità in modo ufficioso dal XIII secolo. Nel 1443, Carlo VII riunì a Tulle gli stati generali del Basso Limosino.

### Epoca moderna
L'abbazia fu di fatto chiusa con la secolarizzazione del 1514. Il vescovo vi si fece costruire un castello ed il refettorio diventò la sede del tribunale. Nel 1566, il re Carlo X dotò la città di un municipio e di un consolato che ridussero definitivamente il potere del vescovo.
Durante le Guerre di religione, Tulle si schierò con i cattolici; la città resistette una prima volta agli ugonotti nel 1577, ma le truppe del visconte di Turenne si presero un'insanguinata rivincita in 1585. Devastarono totalmente la città, un assalto raccontato dal poeta protestante Aggripa d'Aubigné.
Nel XVI secolo, i nobili e borghesi di Tulle si dedicarono ad una vera competizione architettonica: rimangono oggigli edifici dalle facciate rinascimentali come l'hôtel de Lauthonye (1551), l'hôtel de Ventadour o la maison Loyac descritta da Prosper Mérimée in 1838. Nel XVI secolo fu eretto un collegio e nel 1620 l'insegnamento fu affidato ai gesuiti. Nel 1670, la città fu dotata di un ospedale generale.
Numerose congregazioni religiose si installarono nella città, i recolletti (1601), le clarisse (1605), i foglianti (1615), le orsoline (1618), le bernardine (1622), le visitandine e i carmelitani (1644) e le benedettine nel 1650. Nel 1705, Marcelline Pauper fondò a Tulle una casa della congregazione delle Sorelle della Carità di Nevers, per alleviare la miseria del popolo ed insegnare a leggere ai bambini.
A partire dal XVII secolo, apparvero delle nuove attività economiche, i mulini sulla Corrèze e sulla Solane utilizzati per produrre della carta. Si sviluppò l'artigianato del merletto e il "poinct de Tulle" acquisì fama mondiale, il tulle essendo utilizzato frequentemente per gli abiti da sposa. Si ebbe anche l'inizio dell'industria dell'armamento a Tulle con lo stabilimento di una manifattura nel 1691, risultante della collaborazione tra l'achibugiere Pauphile e il finanziere Fénis de Lacombe. La fabbrica di armi da fuoco diventerà manifattura reale nel 1777.
Le mutilazioni della cattedrale e degli edifici abbaziali furono molto importanti durante la Rivoluzione perché, convertita in una manifattura di armi, tutti gli elementi metallici ivi compresi i supporti della cupola, furono asportati per recuperarli: ciò provocò il cedimento della cupola, dell'abside, del transetto e della galleria nord del chiostro nel 1796. Anche il palazzo episcopale, due chiese parrocchiali e parecchie cappelle nei sobborghi furono distrutte durante la Rivoluzione. La chiesa fu riaperta al culto nel 1803, ma non ritroverà il suo titolo di cattedrale che nel 1823, mentre la cupola non sarà mai ricostruita.

### Epoca contemporanea
Tra il 1917 e il 1922 Tulle fu al centro delle cronache nazionali: oltre 100 lettere anonime furono inviate ai giornali denunciando tutti i segreti degli abitanti. L'autrice era Angel Laval, una donna disprezzata e squilibrata.
Questo fatto ispirà Henri-Georges Clouzot per il film Il Corvo e Jean Cocteau per l'opera teatrale La Machine à écrire.

### Seconda guerra mondiale
Tulle fu liberata dai Partigiani l'8 giugno 1944 dopo due giorni di duri scontri che costarono la vita ad una trentina di soldati tedeschi. Il giorno stesso l'Alto Comando tedesco fece intervenire la 2. SS-Panzer-Division "Das Reich" delle Waffen SS, che procedendo su tre direttive rioccupò la città senza problemi, in quanto i partigiani si erano ritirati sulle alture nell'impossibilità di contrastare l'avanzata dei carri armati.
Il mattino del giorno dopo, si consumò l'eccidio: 5 000 uomini tra i sedici e i sessanta anni abitanti di Tulle, furono concentrati dalle SS nel cortile della fabbrica d'armi e 99 di questi furono impiccati ai balconi ed ai lampioni della piazza, mentre 150 furono deportati in Germania in campi di lavoro; di questi, 101 non tornarono più.
Due giorni dopo la stessa unità si sarebbe macchiata dell'orribile strage di Oradour-sur-Glane (642 vittime).
I corpi degli impiccati furono inumati dai tedeschi in un campo ai lati della Route Nationale 89, utilizzato fino allora come deposito d'immondizie. Nel luogo fu innalzato un memoriale a ricordo degli impiccati e degli internati morti in Germania.
Sulla lapide commemorativa dell'eccidio di Tulle è stato scritto :
auprès d'eux ont été pieusement rapportées
quelques cendres de leurs 101 camarades
déportés sans retour dans les camps de la mort

RECUEILLE-TOI
SOUVIENS-TOI»
()

### Guerra d'Algeria
Dopo il putsch dei generali del 21 aprile 1961, la prigione di Tulle accolse i quattro generali golpisti: Raoul Salan, Edomond Jouhaud, Maurice Challe e André Zeller. Essi erano contrari alla politica del presidente Charles De Gaulle favorevole all'abbandono dell'Algeria. Salan, l'ultimo occupante, fu amnistiato il 15 giugno 1968 da De Gaulle in seguito agli avvenimenti nel '68.

### Dopo gli anni '70
Nel 1979 fu creato un Museo delle armi dagli impiegati della manifattura.
Nel corso degli '80 Tulle era il maggiore polo occupazionale del Limosino, ma oggi la produzione di armi è terminata.

## Società

### Evoluzione demografica
Abitanti censiti

## Amministrazione

### Sindaci di Tulle
| Periodo | Periodo | Primo cittadino     | Partito | Carica   | Note |
| ------- | ------- | ------------------- | ------- | -------- | ---- |
| 1925    | 1942    | Jacques de Chammard | Radical | Deputato |      |
| 1944    | 1947    | Jules Lafue         |         | Sindaco  |      |
| 1947    | 1949    | Clément Chausson    | PCF     | Deputato |      |
| 1949    | 1959    | Jean Massoulier     |         | Sindaco  |      |
| 1959    | 1971    | Jean Montalat       | SFIO    | Sindaco  |      |
| 1971    | 1977    | Georges Mouly       | RPR     | Sindaco  |      |
| 1977    | 1995    | Jean Combasteil     | PCF     | Deputato |      |
| 1995    | 2001    | Raymond-Max Aubert  | RPR     | Sindaco  |      |
| 2001    | 2008    | François Hollande   | PS      | Deputato |      |
| 2008    |         | Bernard Combes      | PS      | Sindaco  |      |

### Cantoni
Fino al 2014, il territorio comunale della città di Tulle era ripartito in due cantoni:
- Cantone di Tulle-Urbain-Nord
- Cantone di Tulle-Urbain-Sud

Tulle era inoltre capoluogo di due cantoni, pur non facendone parte:
- Cantone di Tulle-Campagne-Nord
- Cantone di Tulle-Campagne-Sud

A seguito della riforma approvata con decreto del 24 febbraio 2014, che ha avuto attuazione dopo le elezioni dipartimentali del 2015, il territorio comunale della città è stato riunito in un unico cantone:
- Cantone di Tulle

Nessun altro comune è incluso nel cantone.

### Gemellaggi
- Schorndorf
- Errenteria
- Bury
- Lousada
- Smolensk
- Dueville, dal 2008

## Monumenti e luoghi d'interesse
- Cattedrale di Tulle

## Economia

### Industria e artigianato
- Merletti di Tulle (Tulle (tessuto)
- Manifattura di fisarmoniche della fabbrica Maugein.
- Borg-Warner: fabbricante automobile americano installato sullo ZAC del Montane.
- Manifattura di armi nel quartiere di Souilhac.

### Trasporti
La stazione di Tulle costituiva fino nel 1970 un incrocio locale importante con la linea tra Lione, Clermont-Ferrand, Brive-la-Gaillarde e Bordeaux; la partenza della linea verso Argentat, Treignac ed Uzerche e la partenza della linea verso Neuvic ed Ussel.
Oggi, restano le linee di treno verso Brive-la-Gaillarde ed Ussel e dell'autobus verso Limoges ed Uzerche.
La rete di autobus di città è composta di 4 linee e si chiama TUT (Trasporti Urbani Tullistes).
La città è collegata dalla strada con l'A89 (Lione-Bordeaux) a 10 km e l'A20 (Parigi-Tolosa, a 30 km).

## Curiosità
La stazione ferroviaria di Tulle ed alcuni scorci delle vie e piazze circostanti compaiono nel film Il giorno dello sciacallo (1973) di Fred Zinnemann